# トイチ
トイチとは、消費者金融・商工ローンなど貸金業において使われる用語である。
1. 借入金利が「十日で一割」の利率であることの略。高金利の俗語。
2. 「都（1）」または「都1」と表記され、正式に貸金業登録をしてはいるが、法外な高金利で貸付けをする闇（やみ）金融業者のこと。

本項では、主に 1. のトイチについて記述する。2. については、節「#闇金融業者」を参照。

## 概要
借入金利が「十日で一割」の利率の略であって、年利365%の金利を指す。高金利の俗語としても用いられる。もちろん、利息制限法で定める年利20%を超過しているから、超過部分の契約は無効であり、借主は超過利息を弁済する義務を負わない。出資の受入れ、預り金及び金利等の取締りに関する法律（出資法）の年利20%(平成22年6月18日改正)（金融業が20%であり、それ以外は109.5%が限度）をも超過しているから、貸主は刑事罰の対象となる（出資法5条）。ヤミ金と呼ばれる無登録または違法営業を辞さない貸金業者によって貸し付けられる。このような業者は複利法での貸付けを行うので、実質年利は1000 - 3000%を超える。

## トイチで複利の例
「10日で1割」の利率で複利法による元金100万円の借入れをすると、こうなる。
- 10日目に10万円の利子が発生する。元金100万円と利子10万円との合計（元利合計）は、110万円になる。そのまま返済を行わずに…
- 20日目になると、前回の元利合計110万円にさらにトイチの利子11万円が付いて、121万円になる（複利法）。
- 30日目には133万1000円になる。このまま返済しないでいると…
- 40日目には146万4100円になる。
- 50日目には161万510円。
- 〜途中省略〜
- 100日目には259万3740円。
- 〜途中省略〜
- 200日目には672万7487円。
- 〜途中省略〜
- 360日目には3091万2604円に達する。

※10日ごとに返済日が到来するものとし、1円未満の利息は切り捨てている。
実際の借入れに際しては、借入れ時に第1回目の利子を差し引いた形で支払われることが多く、100万円の金銭消費貸借契約（借金契約）を結んだ場合、90万円が支払われる。現金で100万円を受け取ると、元金として112万円（111万1111円）を借り入れたことになる。
また、実際の返済は、10日ごとに支払う形態が多く、完済、利子だけ支払って元金を返済しない「スキップ」または「ジャンプ」と、元金の一部と利子を支払う方法との3種類がある。

## 類型
- トイチ（10日で1割の金利）- 年利 365% (単利)、年利 3142% (複利)
- トニ（10日で2割の金利）　- 年利 730% (単利)、年利 77545% (複利)
- トサン（10日で3割の金利）- 年利 1095% (単利)、年利 1441791% (複利)
- トヨン（10日で4割の金利）- 年利 1460% (単利)、年利 21561119% (複利)
- トゴ（10日で5割の金利）　- 年利 1825% (単利)、年利 267504316% (複利)
- カラス金 - 1日1割

## 判例
このような違法金融業者に対しては、法定上限金利以上の利息を支払う義務はなく、トイチなどの悪質な業者に対して、貸付自体が不法原因給付（708条）なので、「元金すら返済する義務はない」という判例がある。
- 不法原因給付として、契約自体が無効であるという判例
  - 東京簡裁H15・2・13判決（平成14年（ハ）第13266号　債務不存在確認請求事件）
- 支払額のうち、利息部分の返還が命じられた判例
  - 東京簡裁H14・10・24判決（平成14年（ハ）第11334号　不当利得返還請求事件）

## 闇金融業者
「都（1）」または「都1」と表記されるトイチは、正式に東京都知事の貸金業登録をしてはいるが、法外な高金利で貸付けをする闇金融（ヤミ金）業者のこと。由来は、その登録番号が広告で「東京都知事」を「都」と略して「都（1）第○○○○○号」というように「都（1）」が付くことによる（「都（1）」の数字「1」は、その金融業者の貸金業登録が初回、または登録後3年以内であることを表している）。こういった業者のほとんどが個人登録であり、高金利によって登録を取り消された業者も多い。また、貸金業法の改正（2010年に完全施行）によって純資産が5000万円以上ないと登録が受けられなくなり、多くの都1業者がこれを理由として登録が取り消された。